# Xabier Fernández
Xabier (Xavier) Fernández Gaztañaga, vaak afgekort tot Xabi Fernández, (Ibarra, 19 oktober 1976) is een Spaanse zeiler. Hij heeft een gouden en een zilveren Olympische medaille gewonnen in de 49er-klasse, en is meervoudig Europees en wereldkampioen. In 2014 voer hij voor de vierde keer de Volvo Ocean Race, de zwaarste zeilwedstrijd ter wereld. 

## Kampioenschappen
Al sinds het begin van zijn zeilcarrière in 1999 vormt Fernández een duo met landgenoot Iker Martínez. Ze worden algemeen beschouwd als het beste zeilduo ter wereld. In 2001 namen ze voor het eerst deel aan de wereldkampioenschappen in de 49er-klasse. Het duo eindigde als tweede. In 2002 werd zowel het wereldkampioenschap als het Europees kampioenschap gewonnen. In 2004 won Fernández opnieuw de wereldtitel, wat hij herhaalde in 2010. In 2007 en 2008 werd het Europees kampioenschap gewonnen. 

## Olympische Spelen
Op de Olympische Spelen van 2004 in Athene veroverden Fernández en Martínez de gouden medaille in de 49er. Tijdens de Olympische Spelen van 2008 in Peking won het duo de zilveren medaille in dezelfde klasse. In 2012 eindigde het duo op een teleurstellende 12e plaats.

## Volvo Ocean Race
Fernández debuteerde samen met Iker Martínez in de Volvo Ocean Race in de editie van 2005-06 als trimmer aan boot van de Movistar van schipper Bouwe Bekking. De bemanning moest het jacht tijdens de race verlaten door schade aan de kiel en is niet gefinisht. In 2008-09 keerde het duo terug in de race aan boord van het Spaanse jacht Telefónica Blue, waarmee ze een derde plaats in het eindklassement haalden. Fernández was in 2011-12 met Martínez de drijvende kracht achter de herhaalde deelname van Telefónica; ze leidden het jacht naar de vierde plaats overall. In de Volvo Ocean Race 2014-2015 voer het duo opnieuw mee als schippers van het jacht MAPFRE, waarmee opnieuw een vierde plaats behaald werd.

## Overig
In 2010/2011 voeren Fernández en Martínez de Barcelona World Race, een non-stop zeilwedstrijd rondom de wereld voor zeilduo's. Hun jacht Mapfre passeerde na 94 dagen, 21 uren, 17 minuten en 35 seconden de finishlijn waarmee het de tweede plaats veroverde in het klassement.
In 2011 won het duo de prestigieuze ISAF World Sailor of the Year Award voor hun zeilcarrière. In 2002 en 2004 was het duo ook al genomineerd.